# Пеликан, Иржи
Иржи Пеликан (7 февраля 1923, Оломоуц, Чехословакия — 26 июня 1999, Рим, Италия) — чехословацкий публицист и левый политический деятель, член парламента, а затем диссидент, эмигрант, член Европейского парламента от Итальянской социалистической партии.

## Биография
Сын скульптора и медалиста Юлиуса Пеликана. С 1939 года член Коммунистической партии Чехословакии в изгнании. 
Во время Второй мировой войны участвовал в движении Сопротивления немецким оккупантам в Чехословакии. Был схвачен нацистским гестапо, пробыл 5 месяцев в заключении, затем скрывался в тайном месте. 
В 1948 году участвовал в свержении правительства и приходе к власти коммунистов. С 1953 по 1963 год занимал руководящие должности в возглавляемом коммунистами Международном союзе студентов.
До 1968 года был директором Чехословацкого телевидения.
Член Национального собрания ЧССР (парламента Чехословакии) с 1964 по 1969 год.
Поддержал «Пражскую весну» и стал одним из её лидеров, организовал на телевидении первые живые дебаты, общие с австрийской телевизионной компанией ORF. Продвигал идеи «социализма с человеческим лицом».
Когда войска стран-членов Организации Варшавского договора вошли в Чехословакию 21 августа 1968 года, организовал сопротивление журналистов. По требованию советского руководства был отстранён от должности и лишён права на участие в общественно-политической жизни.
В 1969 году отправлен советником посольства Чехословакии в Италии, где получил политическое убежище. Основал и редактировал орган чехословацкой социалистической оппозиции журнал «Листы» на чешском языке. По взглядам оставался социалистом, демократом, стал членом руководства Итальянской социалистической партии (ИСП). Дважды избирался от соцпартии в Европейский парламент, в 1979 и в 1984 годах.
В 1974 году Служба Государственной безопасности Чехословакии совершила неудачное покушение на Пеликана.
После чехословацкой «Бархатной революции» 1989 года был в 1990—1991 годах членом Консультативного совета при президенте Чехословакии Вацлаве Гавеле.
В Риме жил на виа делла Ротонда. Умер в Риме в 1999 году после долгой борьбы с раком.
Жена — чешская актриса Итка Франтова, известна по сериалу ORF «Конец больших каникул» (Австрия).
В 2009 году опубликована информация о том, что Пеликан якобы в 1960—1961 годах помог чехословацкой секретной службе заманить из Западного Берлина в Восточный функционера студенческого движения в Германии Дитера Коницки, где тот был арестован, а затем в Праге за предполагаемый шпионаж приговорён к десяти годам лишения свободы.

## Сочинения
- Иржи Пеликан: нас объединяет общность целей // Смена. — № 803, ноябрь 1960.
- Io, esule indigesto. Il Pci e la lezione del '68 di Praga. Милан: Еd. Антонио Кариоти, 1998, ISBN 978-88-317-0599-8
- Feux croisés sur le stalinisme: par des sociales, les dissidents, des eurocommunistes / Revue politique et parlementaire, Paris,1980, ISBN 2-85702-011-2 (ed.)
- Il fuoco di Praga. Per un socialismo diverso. Milano: Feltrinelli, 1978
- Socialist Opposition in Eastern Europe: The Czechoslovak Example. Palgrave Macmillan, 1976, ISBN 978-0-312-73780-1
- Civil and Academic Freedom in the USSR and Eastern Europe. Nottingham: Spokesman Books, 1975, ISBN 978-0-85124-113-5 (ed.)
- S’ils me tuent. P.: Grasset, 1975, ISBN 978-2-246-00282-6
- The Czechoslovak Political Trials, 1950-54: Suppressed Report of the Dubcek Government’s Commission of Inquiry, 1968, Macdonald, 1971, ISBN 978-0-356-03585-7 (2nd ed. Stanford University Press, 1975, ISBN 978-0-8047-0769-5)
- Jiří Pelikán (transl. by G. Theiner and D. Viney), The Secret Vysocany Congress: Proceedings and Documents of the Extraordinary Fourteenth Congress of the Communist Party of Czechoslovakia, 22 August 1968, A. Lane, 1971, ISBN 978-0-7139-0156-6
- Предисловие // Белоцерковский В. Самоуправление. Munich 1985. — https://vtoraya-literatura.com/pdf/belotserkovsky_samoupravlenie_1985_text.pdf
- Иржи Пеликан: Нельзя упустить шанс // Известия Советов народных депутатов СССР. — 7 августа 1991.
- Inventario del Fondo Jiri Pelikan // Quaderni dell’Archivio storico, 8, Roma, 2003.